# Economia del saccheggio
Economia del saccheggio (a volte indicata con il termine tedesco Raubwirtschaft) è un termine che indica una forma di colonialismo nel quale lo scopo è semplicemente quello di sfruttare i beni e le risorse di una colonia, senza la pretesa di "civilizzare" o aiutare le popolazioni locali.
Il termine è quasi sempre usato per descrivere alcune delle pratiche coloniali in Africa alla fine del XIX secolo. Lo Stato Libero del Congo di Re Leopoldo II del Belgio viene portato spesso come esempio di economia del saccheggio. Anche la struttura economica dell'Impero romano prima del III secolo è assimilabile a tale definizione.